# Karl August von Witzleben

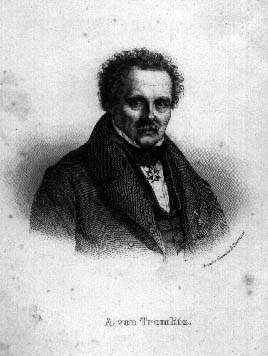
August von Witzleben

Karl August Friedrich von Witzleben (* 19. März, 23. März oder 27. März 1773 auf Gut Tromlitz; † 5. Juni oder 9. Juli 1839 in Dresden; auch Carl August Friedrich von Witzleben), Herr auf dem Roten Hofe zu Wohlmirstedt, war ein preußischer Oberst und deutscher Schriftsteller, bekannt unter dem Pseudonym A. von Tromlitz.

## Herkunft
Karl August Friedrich von Witzleben stammte aus dem thüringischen Uradelsgeschlecht von Witzleben und war das elfte Kind des kursächsischen Oberstleutnants Dietrich Gottlieb von Witzleben (1723–1785) auf Wohlmirstedt und der Henriette Elisabeth von Stecher (ca. 1735–1803). Sein Großvater mütterlicherseits war der Salinenbesitzer Johann Christoph von Stecher.

## Leben und Wirken
Er erhielt seine schulische Bildung auf dem Gymnasium in Halle. 1782 kam er als Page an den Hof nach Weimar. Dort waren Johann Karl August Musäus und Johann Gottfried Herder seine Lehrer. Aber 1786 ging er in preußische Dienste und nahm am Ersten Koalitionskrieg teil. Er stieg auf und wurde 1803 als Oberstleutnant in das neuerrichtete Infanterie-Regiment Nr. 59 versetzt. Im Vierten Koalitionskrieges befand er sich während der Schlacht bei Jena im Hauptquartier des Herzogs von Braunschweig und machte danach den Rückzug mit Hohenlohe mit, bei Prenzlau geriet er dann in Gefangenschaft. Dort traf er auch den französischen Marschall Murat (Großherzog von Berg). Nach dem Frieden von Tilsit mussten alle Ausländer die preußische Armee verlassen, so auch Witzleben. Er wechselte in bergische Dienste und wurde zunächst Hauptmann der Infanterie. Er wurde danach aber bald Eskadronschef im bergischen Lancier-Regiment. 1809 wurde er Großmajor und bildete als Chef der Depotschwadron in Münster den Nachwuchs des Regiments aus, einschließlich der Bildung eines sog. zweiten Regiments Lanciers für den Russlandfeldzug Napoleons. 1811 wurde er Kommandeur des ersten Regiments, mit dem er am Napoleons Spanienfeldzug teilnahm. Das Regiment stand bei Burgos und kehrte 1812 nach Berg zurück. Als aber Preußen 1813 Frankreich den Krieg erklärte, wechselte er in russische Dienste und kommandierte zuletzt die hanseatische Legion unter dem Grafen Wallmoden als Oberst. Nach dem Frieden von Paris lebte er als Landwirt auf den Rittergütern seiner Ehefrau in Beuchlitz bei Halle, siedelte 1821 nach Berlin und 1826 nach Dresden über.
1831 erwarb er vor den Toren Dresdens in Zitzschewig (heute Stadtteil von Radebeul) das Weingut Kynast, um seinen Lebensabend als Schriftsteller zu verbringen. Als Verfasser von unterhaltsamen Novellen mit historischem Hintergrund war er sehr erfolgreich. Seine meist in der Dresdner Abendzeitung und dem Taschenbuch Vielliebchen veröffentlichten Erzählungen, darunter auch über Dyveke, Geliebte des Christians II. von Dänemark, erschienen als Sämmtliche Schriften in drei Sammlungen (Dresden 1829–1843, 108 Bde., mehrere Auflagen).

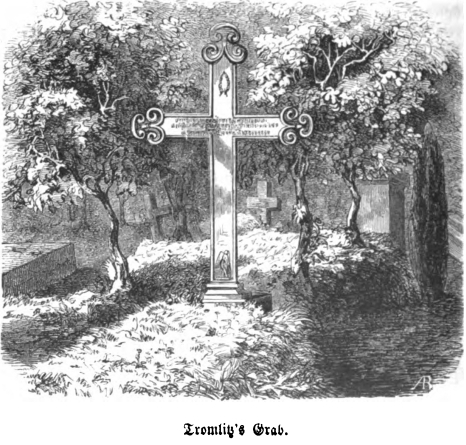
A. von Tromlitz’ Grab auf dem Neustädter Friedhof in Dresden

„Nicht mit Unrecht hat man ihn besonders in seinen spätern Arbeiten verbrauchte Motive zum Vorwurf gemacht, besonders aber den Umstand gerügt, daß er sich in der Wahl seiner historischen Stoffe allzusehr auf eine Sphäre, die des dreißigjährigen Krieges beschränkt und dessen ungeachtet sich nirgend zu einer höhern historischen Auffassung erhoben habe. Gleichwohl hat er sich durch ein unermüdetes Schaffen und durch eine im Ganzen genommen lebhafte Darstellung ein zahlreiches Publikum erworben.“

„Seine Erzählungen leiden hin und wi[e]der an Geschraubtheit der Sprache und Willkür der Erfindung, seine historischen Romane versuchten wenigstens, der Lesewelt eine kräftigere Kost zu bieten als die übliche der Zeit, und die grosse Teilnahme, welche seine Arbeiten fanden, spricht dafür, dass die Leser die Absicht für erreicht hielten.“

## Familie
Karl August von Witzleben war insgesamt viermal verheiratet. Die erste Ehe schloss er am 12. November 1799 mit Antoinette Freiin von Heine (1780–1809). Im Jahr nach deren Tod heiratete er Angelie von Diest (* 1791; † März 1814) und ein Jahr nach deren Tod (am 11. März 1815) in dritter Ehe Charlotte von Billerbeck, geb. von Möllendorf (* 15. September 1782; † 22. Juli 1844), die Witwe seines Vetters; diese Ehe wurde 1820 geschieden. Zuletzt heiratete er am 16. Mai 1825 Auguste Albanus (* 31. Oktober 1805; † 13. September 1842). Somit waren alle seine Ehefrauen, deren Vorname mit einem A beginnt, zum Zeitpunkt der Eheschließung etwa 19 Jahre alt, was insbesondere hinsichtlich der um mehr als 32 Jahre jüngeren Auguste nicht immer auf Verständnis stieß:

„[…] A. von Tromlitz (Karl August von Witzleben), ein großer, stattlicher, sehr lebensmuthig aussehender, wenn schon älterer Herr. […] Ich dagegen vermochte gar nicht zu begreifen, wie ein junges schönes Fräulein sich hatte entschließen können, ihn zu heirathen […].
Die Pappenheimer waren das letzte Werk Tromlitzens, das ich las; sie, deren Kampf er mit Löwen und Tigern verglich, nahmen mir alle Lust zur Wiederholung solcher Schreckensbilder. Erst später, als Saphir äußerte: Eine sanfte Todesart für ihn solle darin bestehen: sich einen Tromlitz’schen Roman durch den Kopf zu jagen, wurde mir klar, weshalb mich Tromlitzens Schöpfungen nicht zu begeistern vermochten.
Er soll noch viele Jahre auf seinem Weinberg, sorglich von der holden Frau gepflegt, gelebt haben, was ich ihm vom Herzen gönnte – trotz der Pappenheimer.“

Die Ehe mit Auguste scheint ungeachtet des großen Altersunterschiedes sehr harmonisch gewesen sein. So schreibt Tromlitz kurz vor seinem Tod:
An Auguste ……

bei Ueberreichung einer Sammlung Gedichte

[…]

Nun so nimm, Du Engel meines Lebens,

Du mein Stab und Trost am Ziele meiner Bahn,

Nimm die Lieder freundlich von mir an,

Und die Phantasie schuf sie dann nicht vergebens.

Denn in Deiner treuen, zarten Hand

– Wenn auch Thrän’ und Seufzer Dir entquellen –

Werden sie für Dich ein Kranz von Immortellen,

Der an Deiner treuen Brust sein stilles Eden fand.
Unter seinen vier Kindern waren (aus erster Ehe) die späteren preußischen Generäle Ferdinand von Witzleben (1800–1859) und August von Witzleben (1808–1880):

„Dieser junge Offizier wurde bald der Liebling aller Damen und ein Gegenstand ihrer lebhaften Neugier. Er hieß von Witzleben und war der Sohn des Obersten von Witzleben, der, damals in Dresden wohnend, unter dem Namen A. W. Tromlitz seine im Walter-Scott-Stil gehaltenen Romane schrieb. Er (Tromlitz) war als Schriftsteller sehr gefeiert, mehr, als wir uns das heute denken können, sein Sohn aber wurde später mein besonderer Gönner […]“

sowie (aus dritter Ehe) der spätere Kammerherr Hermann von Witzleben.

## Werke
- Nahezu vollständige Werkliste mit Links zu Digitalisaten bei Wikisource:
  - 101 meist „historisch-romantische“ Erzählungen und Novellen (Umfang: zwischen 16 und 956 Seiten)
  - drei Schauspiele
  - Gedichte (größtenteils als Lieder in die Prosawerke integriert)

Herausgeberschaft eigener Werke
- Vielliebchen. Historisch-romantisches Taschenbuch. Baumgärtner, Leipzig 1828–1839 (fortgesetzt von Theodor Mügge)